# سالمو
سالمو (به اسپانیایی: Salomó) یک شهرستان در اسپانیا است که در استان تاراگونا واقع شده‌است.

## خصوصیات
سالمو ۱۲٫۲ کیلومترمربع مساحت و ۵۰۵ نفر جمعیت دارد و ۱۵۸ متر بالاتر از سطح دریا واقع شده‌است.